# (37594) 1991 UJ1
1991 UJ1 (asteroide 37594) é um asteroide da cintura principal. Possui uma excentricidade de 0.08499920 e uma inclinação de 4.78644º.
Este asteroide foi descoberto no dia 29 de outubro de 1991 por Spacewatch em Kitt Peak.